# Vénus adormecida (Giorgione)
Vénus adormecida (em italiano:  Venere dormiente) é uma pintura a óleo sobre tela pintada cerca de 1507–1510 por Giorgione, mestre italiano do Renascimento, e que se encontra actualmente na Pinacoteca dos Mestres Antigos, de Dresden. A obra foi concluída e em parte repintada por Ticiano, em 1511–1512, após a morte de Giorgione.
Inspirado em preciosidades antigas, ou em representações de Ariadne ou de Hermafrodito, ou nalguma figura presente numa das ilustrações de Hypnerotomachia Poliphili de 1499, a Vénus adormecida de Giorgione deu origem, por sua vez, a um verdadeiro género, pois foi retomada por muitos outros artistas, venezianos e não só.
A composição desta obra teve uma ampla ressonância desde logo em Veneza, onde foi retomada por Ticiano (com a também célebre Vénus de Urbino), Lorenzo Lotto (Vénus e Cupido), Dosso Dossi (Pan e a ninfa), Domenico Campagnola e Palma il Vecchio (Ninfa numa paisagem). Inspirou depois as gerações posteriores de artistas, como Rubens, Ingres, ou Édouard Manet (Olympia).

## Descrição e interpretação

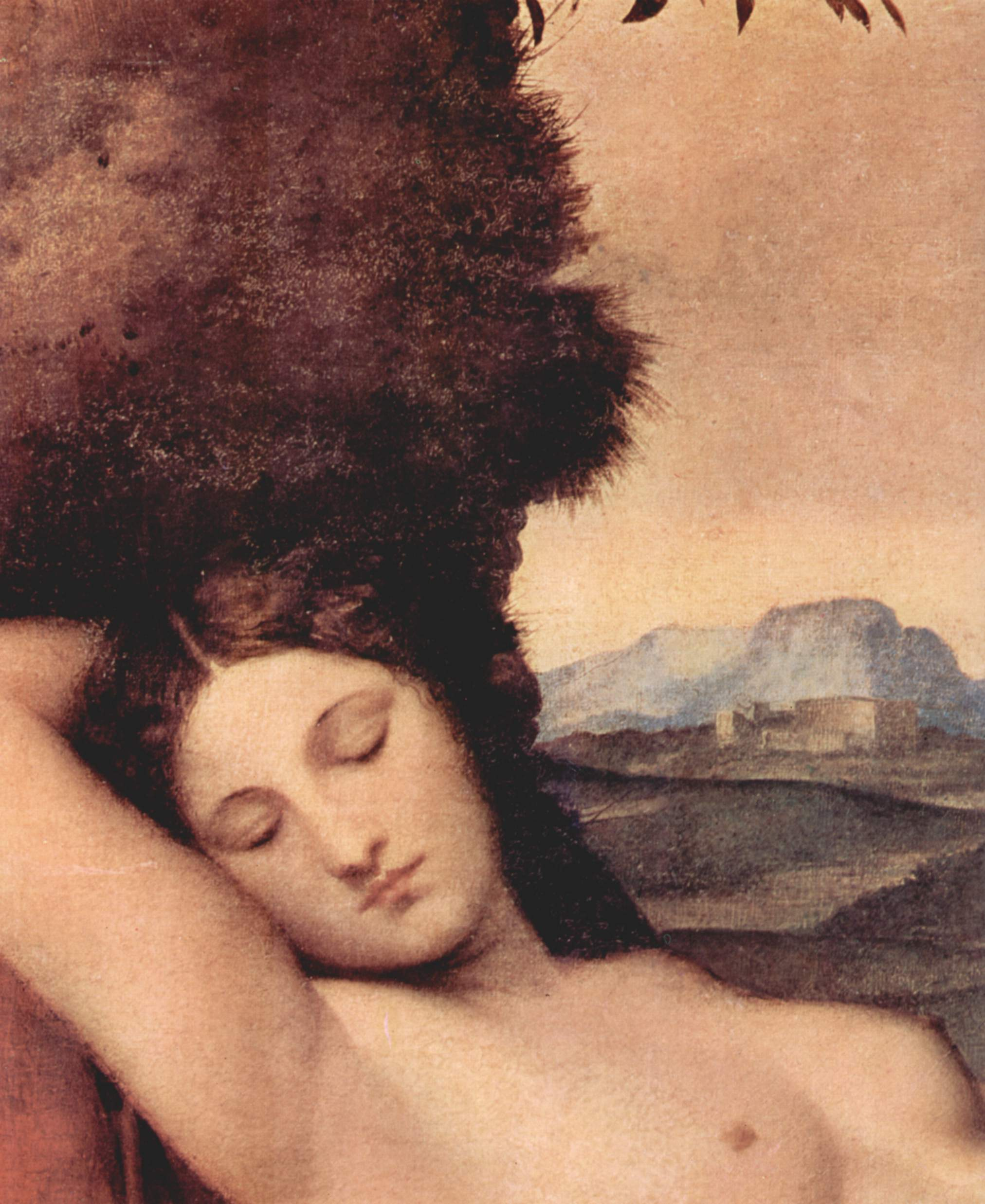
Detalhe

A pintura retrata uma mulher nua languidamente adormecida ao ar livre estando deitada sobre um lençol branco e um travesseiro coberto por um pano de veludo vermelho, tendo por fundo uma paisagem aberta.
O morro que se vê com casas do lado direito é muito similar ao de Noli me Tangere de Ticiano spazial. Como foi confirmado pela análise de infravermelhos, Ticiano reduziu o lençol e ampliou o manto erboso e acrescentou o pano vermelho.Deste é também a massa rochosa escura por trás da cabeça da mulher, o que dá a ideia de uma ravina em que a mulher descansa. Também tratou o céu e a paisagem, que a partir daí passou a fazer parte do seu repertório, pois é do mesmo tipo aplicado também em Noli Me Tangere de Londres e em Amor sacro e amor profano.
Apesar da influente intervenção de Ticiano, a invenção do tema é inteiramente atribuída a Giorgione, que também deve ter definido a envolvência doce da paisagem que acompanha a forma do corpo nu. Encontram-se implicações eróticas subtis no braço levantado de Vénus e no posicionamento da mão esquerda sobre a virilha, que retoma a pose da Vénus pudica, embora reformulando-a para uma posição deitada. Trata-se porém de uma atmosfera sensual e sonhadora, muito diferente das interpretações que deram posteriormente os artistas do tema, onde a mulher bem acordada se dirige descaradamente para o espectador, mostrando abertamente a sua nudez, às vezes mesmo sem o gesto de se cobrir pudicadamente.
Além disso, a Vénus de Giorgione destaca-se pela sua "concisão poética", ou pela capacidade de condensar o significado mitológico em poucos atributos essenciais, reduzido a uma mensagem de imediata e duradouro impacto emocional despertado pelo nu idealizado, o que não exclui porém a referência a significados mais complexos. Em outras representações posteriores, pelo contrário, vai perder-se esta selectividade de referências, de simbologias, enriquecendo-se com múltiplos sinais iconográficos.

## História
A obra foi visto na casa de Girolamo Marcello pelo letrado e coleccionista Marcantonio Michiel cerca de 1525. Talvez tenha sido encomendada logo após o casamento do comprador, em 1507. Na sua descrição, Michiel também menciona um Cupido, que devia estar no lado direito, coberto por um restauro no século XIX. Deixada provavelmente incompleta quando da morte de Giorgione, em 1510, foi concluída por Ticiano nos anos imediatos, conforme relatado por Giorgio Vasari.
Provavelmente foi pedido a Ticiano para modificar a pintura porque a consideravam muito idealizada, não adequada a decoração de alcova, e então Ticiano inseriu detalhes - como o pano suave em que repousa o corpo nu de Vénus - que acentuavam o erotismo da composição.
A figura de Vénus foi escolhida provavelmente para justificar a reivindicação pela família Marcello de descender da Gens Iulia que, na Eneida, é celebrada como tendo descendido da própria Deusa.
Em 1697 o comerciante C. Le Roy vendeu-a a Frederico Augusto da Sassónia, sendo atribuida a Giorgione. No inventário de 1722 é, depois, atribuida a Ticiano e no de 1856 é ainda registada como uma cópia por Sassoferrato de Titian. Após o que finalmente a obra foi atribuída a Giorgione, admitindo-se a intervenção de Ticiano.

## Ligação externa
- Nus femininos deitados: desde a Vénus de Dresden até aos nossos dias numa página web pessoal de Achille della Ragione (em italiano):